# Будинок на вулиці Вірменській, 2 (Львів)
Будинок на вулиці Вірменській, 2 (конскрипційний № 38) — житловий будинок XVIII століття, пам'ятка архітектури місцевого значення (охоронний № 862). Розташований в історичному центрі Львова, на вулиці Вірменській (інша адреса — вул. Театральна, 20).

## Історія
На місці сучасного будинку в XVII—XVIII стояли три кам'яниці, відомі як:
- кам'яниця Симоновича (Шимоновича) — у 1630 році, Соколовської — у 1630—1640 роках, Космігеля (Космігловська) — у 1647—1767 роках.
- кам'яниця Пищимушинської — у 1605—1612 та 1621—1767 роках.
- кам'яниця Турської — у 1631—1635 роках, Біветовської (Бівета) — у 1637—1767 роках.

Наприкінці XVIII століття на місці цих трьох будинків звели новий, відомий під назвою кам'яниця М. Даровського (Даровських). У 1817 році будинок орендувала Цісарсько-королівська реальна школа, відкрита 7 березня 1816 року. У наступні роки школа двічі реорганізовувалася і нарешті у 1844 році на її основі відкрили Технічну академію, яка пізніше стала Львівським політехнічним університетом.
У 1848 році по Центральній Європі прокотилася хвиля демократичних революцій — «Весна народів», серед повсталих міст був і Львів. 1-3 листопада 1848 року львівське повстання було придушене австрійськими військами під командуванням генерала Вільгельма Гаммерштайна. Австрійці обстрілювали центр міста гарматами, внаслідок чого 2 листопада будинок Технічної академії згорів. Після революційних подій 1848 року будинок почали відбудовувати, і до 1851 року заняття Академії проводилися в інших місцях, зокрема, в ратуші. Після відбудови будинку Технічна академія продовжувала базуватися у кам'яниці Даровського, а 1877 року переїхала до щойно зведеної будівлі на сучасній вулиці Степана Бандери, 12.
Після переселення Технічної академії до нової будівлі, у будинку № 2 наприкінці XIX століття базувалися різні організації, зокрема, культурно-просвітницька організація «Руська бесіда». У 1876–1877 роках у цьому будинку проводило засідання Політехнічне товариство.
У 1890-х роках у будинку розмістилося засноване 1891 року Анатолем Вахнянином музичне Товариство «Львівський Боян». У 1903 році Товариство заснувало «Союз співацьких і музичних товариств», який у 1904 році отримав концесію на організацію Вищого музичного інституту. Заняття цього навчального закладу проводилися у будинку № 2 по вулиці Вірменський до 1915 року, коли інститут отримав власну будівлю на пл. Шашкевича, 5. Згодом Вищий музичний інститут став одним із навчальних закладів, на базі яких утворилася Львівська національна музична академія.
На початку XX століття тут відкрився кошерний молочний ресторан Д. М. Фіша.
На початку XX століття у будинку також розташовувалася бурса Українського педагогічного товариства, у серпні 1914 року в її приміщеннях розмістили частину добровольців, які погодилися вступити до Легіону Українських Січових Стрільців. У листопаді 1918 року у будинку містилася військова кухня під завідуванням Іллі Цьокана (1887—1940).
За архівними даними у 1871 році будинок належав Іцхаку Маєру, у 1889 році — Маєру і Натану Райцесам, у 1916 та 1934 роках — Баруху Леону Чишу.
До 1939 року у будинку розміщувався робітничий спортивний клуб профспілки трамвайників і металістів, у 1936 році також діяв гурток просвітницької спілки «Вільна думка».

## Опис
Будинок наріжний, чотириповерховий. Фасади — чоловий і бічний — майже однакові за розміром, на 10 і 9 вікон відповідно. Оздоблення будинку мінімальне: фасади розчленовані горизонтально тягами між першим—другим та третім—четвертим поверхами, вікна прямокутні, на другому і третьому поверхах прикрашені простими прямими сандриками. На чоловому фасаді, що виходить на вулицю Вірменську, ліворуч від центральної осі розташований головний вхід, оформлений у вигляді аркового порталу, прикрашеного замковим каменем.

## Відомі мешканці
- Іван Зілинський (1879—1952) — професор української мови, фонетист і діалектолог, професор Ягеллонського та Празького університетів. Мешкав у будинку № 2 на початку XX століття[1][3].